# Taekwondo a 2016. évi nyári olimpiai játékokon
A 2016. évi nyári olimpiai játékokon a taekwondóban nyolc versenyszámot rendeztek. A versenyszámokat augusztus 17. és 20. között rendezték.

## Éremtáblázat
(A táblázatokban a rendező nemzet sportolói eltérő háttérszínnel, az egyes számoszlopok legmagasabb értéke vagy értékei vastagítással kiemelve.)
| A 2016. évi nyári olimpiai játékok éremtáblázata taekwondóban | A 2016. évi nyári olimpiai játékok éremtáblázata taekwondóban | A 2016. évi nyári olimpiai játékok éremtáblázata taekwondóban | A 2016. évi nyári olimpiai játékok éremtáblázata taekwondóban | A 2016. évi nyári olimpiai játékok éremtáblázata taekwondóban | Olimpia  |
| ------------------------------------------------------------- | ------------------------------------------------------------- | ------------------------------------------------------------- | ------------------------------------------------------------- | ------------------------------------------------------------- | -------- |
|                                                               | Ország                                                        | Arany                                                         | Ezüst                                                         | Bronz                                                         | Összesen |
| 1.                                                            | Dél-Korea (KOR)                                               | 2                                                             | 0                                                             | 3                                                             | 5        |
| 2.                                                            | Kína (CHN)                                                    | 2                                                             | 0                                                             | 0                                                             | 2        |
| 3.                                                            | Nagy-Britannia (GBR)                                          | 1                                                             | 1                                                             | 1                                                             | 3        |
| 4.                                                            | Azerbajdzsán (AZE)                                            | 1                                                             | 0                                                             | 2                                                             | 3        |
| 5.                                                            | Elefántcsontpart (CIV)                                        | 1                                                             | 0                                                             | 1                                                             | 2        |
| 6.                                                            | Jordánia (JOR)                                                | 1                                                             | 0                                                             | 0                                                             | 1        |
|                                                               |                                                               |                                                               |                                                               |                                                               |          |
| 7.                                                            | Spanyolország (ESP)                                           | 0                                                             | 1                                                             | 1                                                             | 2        |
| 7.                                                            | Thaiföld (THA)                                                | 0                                                             | 1                                                             | 1                                                             | 2        |
| 9.                                                            | Franciaország (FRA)                                           | 0                                                             | 1                                                             | 0                                                             | 1        |
| 9.                                                            | Mexikó (MEX)                                                  | 0                                                             | 1                                                             | 0                                                             | 1        |
| 9.                                                            | Niger (NIG)                                                   | 0                                                             | 1                                                             | 0                                                             | 1        |
| 9.                                                            | Oroszország (RUS)                                             | 0                                                             | 1                                                             | 0                                                             | 1        |
| 9.                                                            | Szerbia (SRB)                                                 | 0                                                             | 1                                                             | 0                                                             | 1        |
|                                                               |                                                               |                                                               |                                                               |                                                               |          |
| 14.                                                           | Brazília (BRA)                                                | 0                                                             | 0                                                             | 1                                                             | 1        |
| 14.                                                           | Dominikai Köztársaság (DOM)                                   | 0                                                             | 0                                                             | 1                                                             | 1        |
| 14.                                                           | Egyesült Államok (USA)                                        | 0                                                             | 0                                                             | 1                                                             | 1        |
| 14.                                                           | Egyiptom (EGY)                                                | 0                                                             | 0                                                             | 1                                                             | 1        |
| 14.                                                           | Irán (IRI)                                                    | 0                                                             | 0                                                             | 1                                                             | 1        |
| 14.                                                           | Törökország (TUR)                                             | 0                                                             | 0                                                             | 1                                                             | 1        |
| 14.                                                           | Tunézia (TUN)                                                 | 0                                                             | 0                                                             | 1                                                             | 1        |
|                                                               |                                                               |                                                               |                                                               |                                                               |          |
| Összesen                                                      | Összesen                                                      | 8                                                             | 8                                                             | 16                                                            | 32       |

## Érmesek

### Férfi
| A 2016. évi nyári olimpiai játékok férfi érmesei taekwondóban |                                              |                                           |                                               |
| Versenyszám                                                   | Arany                                        | Ezüst                                     | Bronz                                         |
| Légsúly                                                       | Csao Suaj (Zhao Shuai) · Kína (CHN)          | Tawin Hanprab · Thaiföld (THA)            | Luisito Pié · Dominikai Köztársaság (DOM)     |
| Légsúly                                                       | Csao Suaj (Zhao Shuai) · Kína (CHN)          | Tawin Hanprab · Thaiföld (THA)            | Kim Thehun (Kim Tae-hun) · Dél-Korea (KOR)    |
| Pehelysúly                                                    | Ahmad Abugaus · Jordánia (JOR)               | Alekszej Gyenyiszenko · Oroszország (RUS) | I Dehun (Lee Dae-hun) · Dél-Korea (KOR)       |
| Pehelysúly                                                    | Ahmad Abugaus · Jordánia (JOR)               | Alekszej Gyenyiszenko · Oroszország (RUS) | Joel González · Spanyolország (ESP)           |
| Váltósúly                                                     | Cheick Sallah Cissé · Elefántcsontpart (CIV) | Lutalo Muhammad · Nagy-Britannia (GBR)    | Milad Beigi · Azerbajdzsán (AZE)              |
| Váltósúly                                                     | Cheick Sallah Cissé · Elefántcsontpart (CIV) | Lutalo Muhammad · Nagy-Britannia (GBR)    | Oussama Oueslati · Tunézia (TUN)              |
| Nehézsúly                                                     | Radik Isayev · Azerbajdzsán (AZE)            | Abdoul Issoufou · Niger (NIG)             | Maicon Siqueira · Brazília (BRA)              |
| Nehézsúly                                                     | Radik Isayev · Azerbajdzsán (AZE)            | Abdoul Issoufou · Niger (NIG)             | Csha Dongmin (Cha Dong-min) · Dél-Korea (KOR) |

### Női
| A 2016. évi nyári olimpiai játékok női érmesei taekwondóban |                                          |                                   |                                          |
| Versenyszám                                                 | Arany                                    | Ezüst                             | Bronz                                    |
| Légsúly                                                     | Kim Szohi (Kim So-hui) · Dél-Korea (KOR) | Tijana Bogdanović · Szerbia (SRB) | Patimat Abakarova · Azerbajdzsán (AZE)   |
| Légsúly                                                     | Kim Szohi (Kim So-hui) · Dél-Korea (KOR) | Tijana Bogdanović · Szerbia (SRB) | Panipak Wongpattanakit · Thaiföld (THA)  |
| Pehelysúly                                                  | Jade Jones · Nagy-Britannia (GBR)        | Eva Calvo · Spanyolország (ESP)   | Hedaya Malak · Egyiptom (EGY)            |
| Pehelysúly                                                  | Jade Jones · Nagy-Britannia (GBR)        | Eva Calvo · Spanyolország (ESP)   | Kimia Alizadeh · Irán (IRI)              |
| Váltósúly                                                   | O Hjeri (Oh Hye-ri) · Dél-Korea (KOR)    | Haby Niaré · Franciaország (FRA)  | Ruth Gbagbi · Elefántcsontpart (CIV)     |
| Váltósúly                                                   | O Hjeri (Oh Hye-ri) · Dél-Korea (KOR)    | Haby Niaré · Franciaország (FRA)  | Nur Tatar · Törökország (TUR)            |
| Nehézsúly                                                   | Cseng Su-jin (Zheng Shuyin) · Kína (CHN) | María Espinoza · Mexikó (MEX)     | Bianca Walkden · Nagy-Britannia (GBR)    |
| Nehézsúly                                                   | Cseng Su-jin (Zheng Shuyin) · Kína (CHN) | María Espinoza · Mexikó (MEX)     | Jackie Galloway · Egyesült Államok (USA) |